# Ramon Martí i Farreras
Ramon Martí Farreras (Manresa, 1902 – Carcassona, 1989) fou un personatge polifacètic que destacà en els àmbits del periodisme, el dibuix, la pintura, la caricatura i la cinematografia. Es traslladà a França als anys 1920 tot fugint de la Dictadura de Primo de Rivera. Fou detingut el 1926 per participar en els Fets de Prats de Molló, amb Francesc Macià. Durant la Guerra Civil Espanyola participà com a membre de les Brigades Internacionals i posteriorment lluità contra l'ocupació nazi a França. D'idees socialistes, va escriure als diaris L'Independent, Midi Libre i Le Courrier de la Cité. Va obtenir diversos premis de cinematografia.